# Ryan Drummond
Ryan Drummond (Lima, Ohio, 10 de enero de 1973) es un actor y comediante estadounidense, más conocido por poner la voz al personaje Sonic the Hedgehog, en la popular franquicia de Sega homónima. Su jovial, y enérgico pero aun así muy realista registro de voz es muy conocido y muy popular entre los fanes del personaje. Él fue la voz titular de Sonic hasta el anime de Sonic X, donde fue sustituido por Jason Anthony Griffith.

## Créditos
- Blue Stinger - Eliot Ballade
- Call of Cthulhu: Dark Corners of the Earth - J. Edgar Hoover, Seaman Willie Thompson, Experiment, Poorhouse Resident, Cutter Urania Seaman, Yithian
- Undying - Varios
- Cold War - Carter, Científico, Civiles
- Evil Dead: Hail to the King - Mercante
- Gangland - Black Boss, Bouncer, Croupier, Civil, francotirador, policía, Ninja
- Sonic Advance 3 - Sonic the Hedgehog
- Sonic Adventure - Sonic the Hedgehog
- Sonic Adventure 2 - Sonic the Hedgehog
- Sonic Battle - Sonic the Hedgehog
- Sonic Heroes - Sonic the Hedgehog, Metal Sonic
- Sonic Shuffle - Sonic the Hedgehog/Knuckles the Echidna
- Sega SuperStars - Sonic the Hedgehog (Clips reutilizados)
- Spy Fiction - Michael
- Nancy Drew: Stay Tuned for Danger - Rick Arlen
- Backyard Baseball 2003
- Backyard Soccer 2004